# The Soulful Moods of Marvin Gaye
The Soulful Moods of Marvin Gaye è il primo album di Marvin Gaye, pubblicato dalla Tamla Records nel giugno del 1961.

## Tracce
Lato A
1. Masquerade – 5:12 (Herbert Magidson, Allie Wrubel)
2. Funny Valentine – 3:21 (Lorenz Hart, Richard Rodgers)
3. Witchcraft – 2:25 (Cy Coleman, Carolyn Leigh)
4. Easy Living – 3:04 (Ralph Rainger, Leo Robin)
5. How Deep the Ocean – 3:08 (Irving Berlin)

Lato B
1. Love for Sale – 2:54 (Cole Porter)
2. Always – 2:58 (Irving Berlin)
3. How High the Moon – 2:27 (Nancy Hamilton, William M. Lewis Jr.)
4. Let Your Conscience Be Your Guide – 3:04 (Berry Gordy Jr.)
5. Never Let You Go – 2:44 (Harvey Fuqua, Angus Gaye)
6. You Don't Know What Love Is – 2:52 (Gene DePaul, Don Raye)

- I titoli dei brani sopraelencati sono quelli riportati nella prima pubblicazione dell'ellepì del 1961, nelle successive edizioni alcuni brani saranno riportati con titoli leggermente differenti
- Il brano Masquerade in seguito sarà riportato con il titolo (peraltro giusto) (I'm Afraid) The Masquerade Is Over
- Il brano Funny Valentine in My Funny Valentine
- Il brano How Deep the Ocean in How Deep Is the Ocean (How High Is the Sky)

Edizione CD del 2012, pubblicato dalla Hallmark Music & Entertainment (711482)
1. (I'm Afraid) The Masquerade Is Over – 5:12 (A. Wrubel, H. Magidson)
2. My Funny Valentine – 3:33 (R. Rodgers, L. Hart)
3. Witchcraft – 2:28 (C. Coleman, C. Leigh)
4. Easy Living – 3:08 (R. Rainger, L. Robin)
5. How Deep Is the Ocean (How High Is the Sky) – 3:12 (I. Berlin)
6. Love for Sale – 2:58 (C. Porter)
7. Always – 3:02 (I. Berlin)
8. How High the Moon – 2:33 (N. Hamilton, M. Lewis)
9. Let Your Conscience Be Your Guide – 3:05 (B. Gordy)
10. Never Let Your Go (Sha-Lu Bop) – 2:45 (A. Gordy, H. Fuqua)
11. You Don't Know What Love Is – 3:58 (G. DePaul, D. Raye)

Durata totale: 35:54

## Musicisti
- Marvin Gaye - voce, batteria, pianoforte
- Altri musicisti partecipanti alla registrazione non accreditati